# Zittend
Zittend is een buurtschap in de gemeente Drechterland, in de Nederlandse provincie Noord-Holland. Het wordt soms ook geschreven als  't Zittend.
Zittend is gelegen tussen de kruising bij Binnenwijzend en Oosterblokker en de weg N506, die tussen Zittend en Blokdijk loopt. De plaats is ontstaan uit de bewoning die gelegen was op een binnendijk, die zich dwars van de hoofddijk ter zijde van langs het land wendt. De plaats wordt in 1745 dan ook De Zijdtwindt genoemd, een later spelling is De Zijde Wind.
Zittend kent een woonkern aan de oostzijde van de weg bij de kruising Binnenwijzend en Oosterblokker, meer naar het zuiden van de dijkweg vindt men een aantal agrarische bedrijven en een golfbaan, aangelegd op een oude vuilstort. De Golfbaan Westwoud, met de golfclub; Westfriese Golfclub, is een toeristische trekpleister van het Zittend en van de omliggende plaatsen. De golfbaan beslaat het grootste gedeelte van de oostkant van de weg, in het zuiden ligt ook een gedeelte aan de andere kant van de weg.

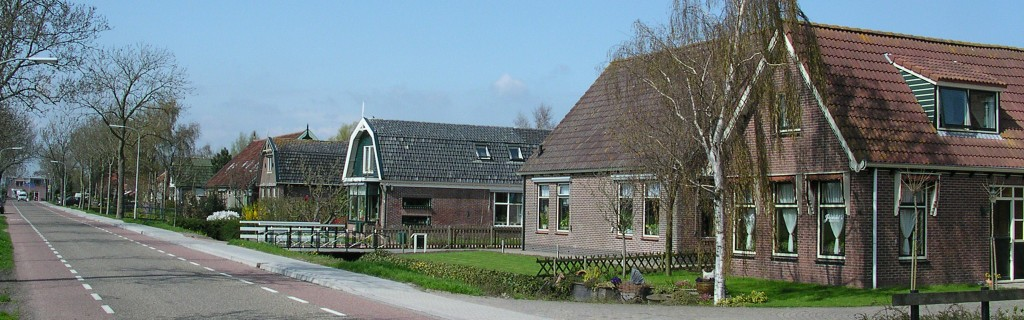
De woonkern van Zittend

Dorpen: Hem · Hoogkarspel · Oosterblokker · Oosterleek · Schellinkhout · Venhuizen · Westwoud · Wijdenes

Buurtschappen: Binnenwijzend · Blokdijk · De Bangert (deels) · De Buurt · De Hout · De Weed · Kraaienburg · Leekerweg · Munnickaij (deels) · Oostergouw · Oosterwijzend · Oudijk · Tersluis · Westerbuurt · Westerwijzend · Wijmers · Zittend
Noord-Holland: Steden en dorpen      Nederland: Provincies · Gemeenten